# Australischer Knochenzüngler
Der Australische Knochenzüngler (Scleropages jardinii), auch Australischer Gabelbart oder Australischer Arowana genannt, ist ein Süßwasserfisch aus der Familie der Knochenzüngler (Osteoglossidae). Er kommt im nördlichen Australien in Flüssen, die in den Golf von Carpentaria und in die Timorsee münden, und im zentralen südlichen Neuguinea nördlich des Verbreitungsgebietes von Leichhardts Knochenzüngler vor. Zusammen mit ihm wird Scleropages jardinii auch als Gepunkteter Barramundi bezeichnet, was zu Verwechslungen mit dem ebenfalls als Barramundi bezeichneten Riesenbarsch Lates calcarifer führen kann.

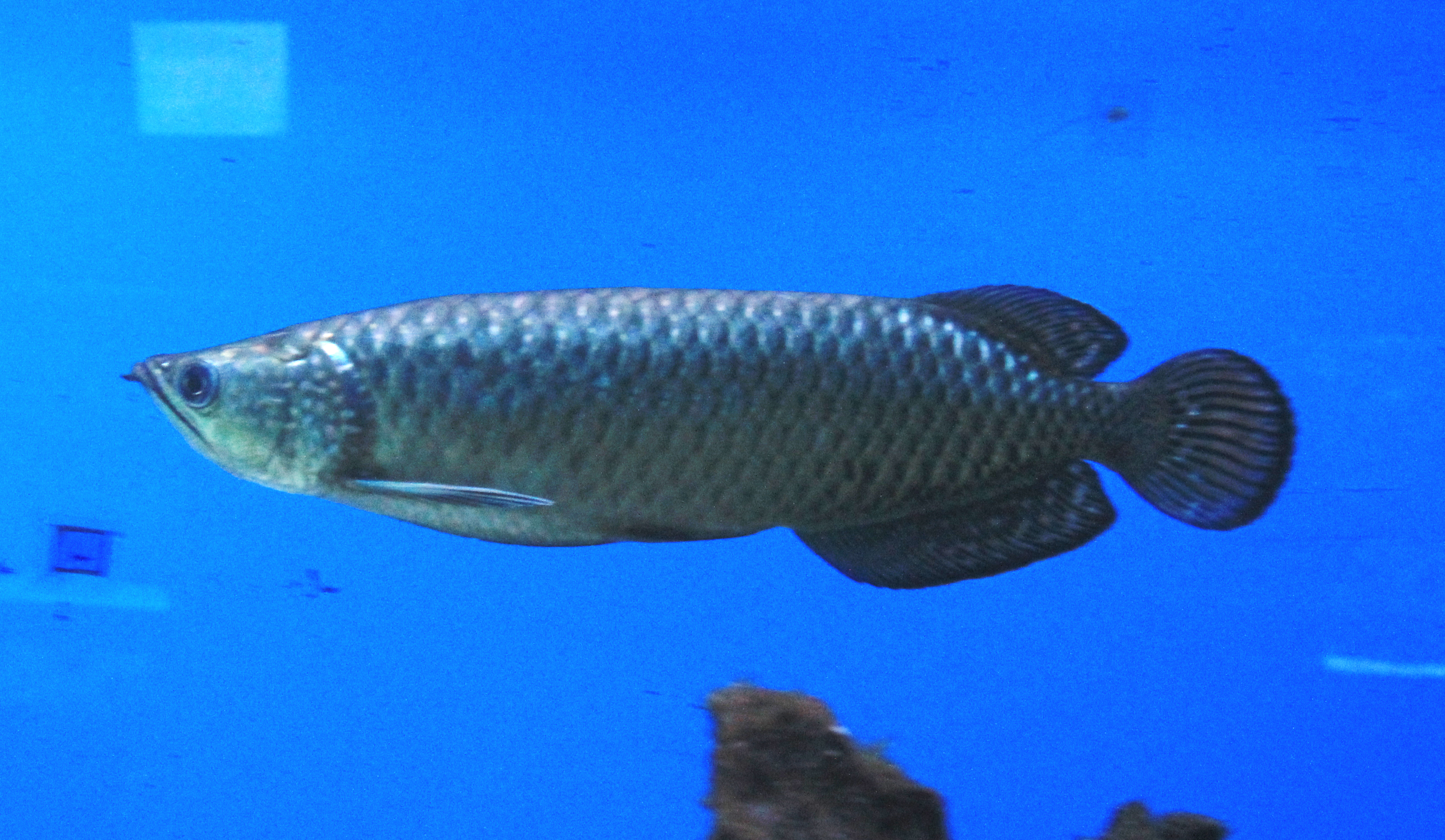
Scleropages jardinii im Sea World (Mořský Svět) in Prag

## Merkmale
Scleropages jardinii kann einen Meter lang werden, bleibt für gewöhnlich aber bei einer Länge von knapp über einem halben Meter. Der schwerste dokumentierte Fisch wog 12,27 kg. Scleropages jardiniis Körper ist langgestreckt und seitlich stark abgeflacht. Er ist olivgrün und zeigt viel silbrigen Glanz. Auf den großen Schuppen finden sich halbmondförmige rostfarbene oder orangerote Flecken. Die Iris ist gelb oder rot. In der Seitenlinienreihe (SL) stehen 35 oder 36 Schuppen, in einer Linie senkrecht zur Längsachse 3 bis 3,5 Schuppen auf jeder Körperseite. Die Rückenflosse wird von 20 bis 24, die längere Afterflosse von 28 bis 32 Flossenstrahlen gestützt.

## Lebensweise
Der Australische Knochenzüngler lebt im Stillwasser und in langsam fließenden Abschnitten von Flüssen und Sümpfen. Normalerweise hält er sich oberflächennah zwischen Wasserpflanzen und in das Wasser reichenden Ästen auf. Er ist territorial und gegenüber Artgenossen und anderen großen Fischen aggressiv. Scleropages jardinii ernährt sich von Insekten, kleineren Fischen (vor allem Australischer Süßwasserhering (Nematalosa erebi)), Fröschen, Krebsen und pflanzlichem Material. Er pflanzt sich zu Beginn der Regenzeit fort, wenn die Wassertemperaturen relativ hoch sind (30 °C). Die Fische sind Maulbrüter. Man nimmt an, dass sich beide Eltern an der Brutpflege beteiligen. Während der Brutphase nehmen die Fische keine Nahrung zu sich. Die Jungfische fressen vor allem kleine Krebstiere.

## Nutzung
Die Aborigines fingen den Australischen Knochenzüngler mit einem speziellen dreizackigen Haken. Von normalen Angelhaken reißen sich die Fische meistens los und mit dem Netz sind sie wegen ihres reich strukturierten Lebensraums nicht zu fangen. Der Geschmack ihres Fleisches wird mit dem Geschmack von Lachsfleisch verglichen.